# Franz Moroder
Franz Moroder (Ortisei, 4 settembre 1847 – Ortisei, 13 maggio 1920) è stato un politico e poeta austriaco.
Fu commerciante, ricercatore e scrittore di storia locale, promotore della lingua ladina, primo sindaco di Ortisei in Val Gardena dopo la elevazione di Ortisei a Comune (Marktgemeinde).

## Biografia
Figlio di Jan Matie Moroder (1802-1849) commerciante ad Ancona e a Ortisei e di Marianna Perathoner Lenert, Franz Moroder frequentò le scuole a Ortisei, Bressanone e Trento, poi lavorò come commesso a Trento e Bolzano; in seguito completò la sua formazione di commerciante lavorando nelle sedi estere di commercianti della Val Gardena, a San Pietroburgo, Londra e Parigi. Ebbe così la possibilità di imparare bene l'inglese ed il francese, lingue nelle quali era molto versatile. Tradusse infatti poesie dall'inglese in ladino e scrisse una edizione in lingua francese del suo libro La Val Gardena. Di tale libro rimane solo il manoscritto, non essendo stato pubblicato.
Nel 1875 sposò la cugina Marianna Moroder, sorella del pittore Josef Moroder-Lusenberg. Ebbe 14 figli, il secondo era lo scultore Rudolf Moroder. Una figlia Adele Moroder, sposata con lo scultore Ludwig Moroder, un lontano parente, scrisse e narrò molti testi di racconti e favole in lingua ladina.
Franz Moroder scrisse anche molte poesie in ladino, e fu anche musicista: suonava il violino ed il violoncello, e compose alcuni pezzi musicali che furono pubblicati a Lipsia.

## Carriera

### Attività di commerciante

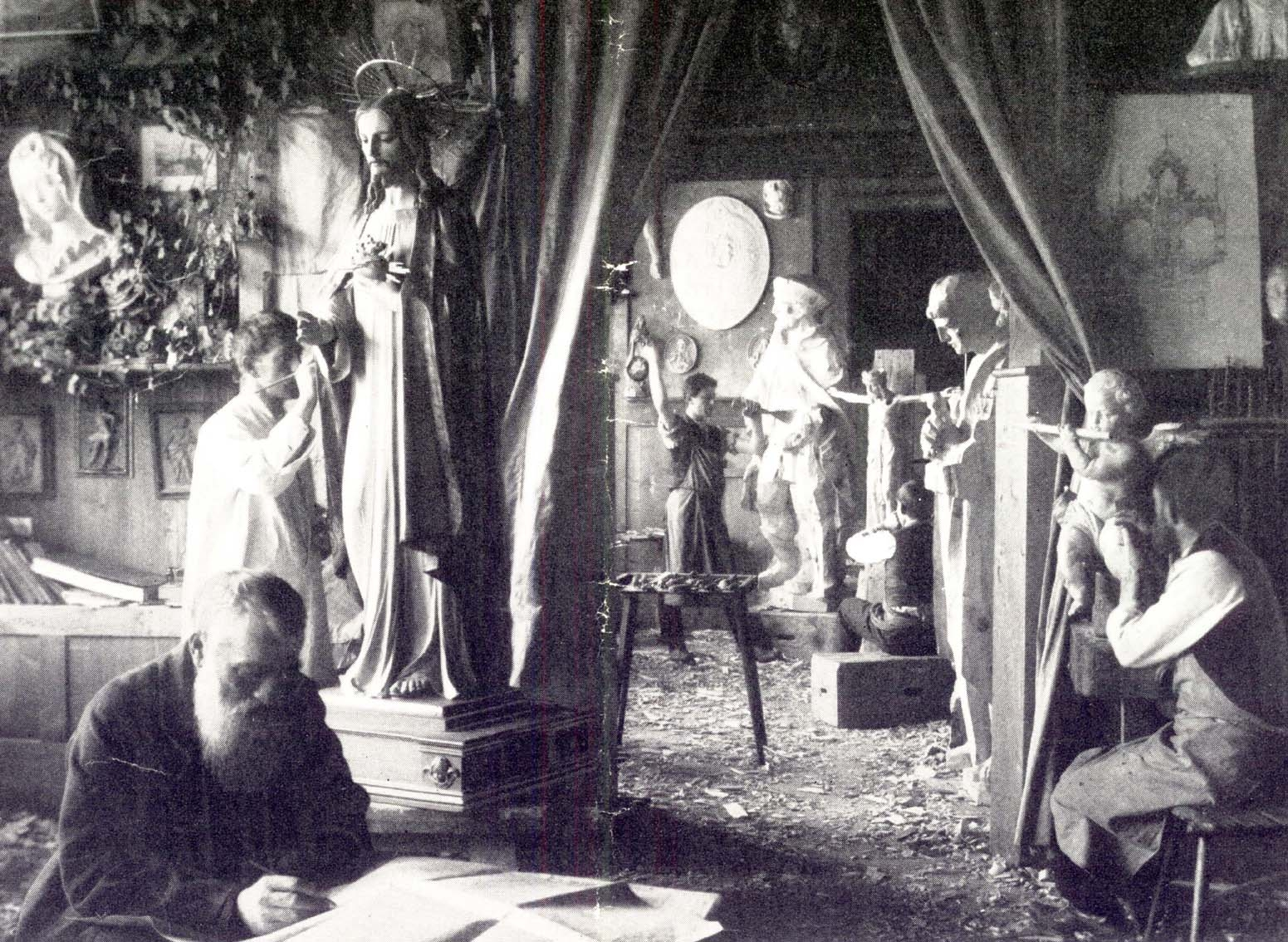
Il laboratorio della ditta Fratelli Moroder a Ortisei nella Casa Lenert. A sinistra Franz Moroder e a destra in suo genero Ludwig Moroder.

Nel 1869 Franz Moroder fondò con il fratello Alois la ditta Fratelli Moroder per il commercio di giocattoli di legno e di arredi sacri.
La ditta espanse la sua attività nella produzione e vendita di arredi sacri all'estero a Offenburg nel Baden-Württemberg e dava lavoro fino a 40 intagliatori e scultori nel legno. La ditta ottenne molti premi a Londra (Esposizione Mondiale), a Parigi (Esposizione Mondiale), Eger, Bolzano, Vienna, San Pietroburgo e Firenze con dieci premi di cui tre medaglie d'oro.

### Carriera politica
All'età di 25 anni nel 1872 Moroder fu eletto nel consiglio comunale di Ortisei. Dal 1886 era membro corrispondente della Camera di Commercio di Bolzano e fu onorato nel 1898 con una medaglia d'oro per meriti acquisiti da questa Camera di Commercio.
Nel 1895 fu cofondatore della sezione val Gardena del Club Alpino Austro-Germanico. Come membro corrispondente del Club sostenne lo sviluppo alpinistico e turistico della val Gardena.  Nel 1895/1896 anche per merito suo fu costruito uno dei primi rifugi alpini sul passo Gardena. Operò per diversi anni come presidente del consorzio gestore del rifugio. Nel 1902 divenne il Preposto comunale e come tale costruì la prima rete di acqua ad alta pressione, ed eseguì lavori di consolidamento del torrente Cuecenes. Fondò la prima cassa di risparmio della vallata e ne fu il primo direttore. Per sua iniziativa Ortisei divenne Comune di Mercato (Marktgemeinde) nel 1907 e per questo impegno gli fu conferita la nomina di primo sindaco e di cittadino onorario. 
Nel 1909 fu insignito della Croce di merito con corona da parte dell'imperatore d'Austria Francesco Giuseppe.
In molti scritti e volantini Moroder, assieme ad Archangelus Lardschneider, Josef Runggaldier ed il suo nipote Wilhelm Moroder, fu uno dei principali promotori del mantenimento, l'uso e la scrittura della lingua ladina, che usò come poeta apprezzato dai cultori della materia.

### Letteratura e fonti
- Kirchliche Kunstwerkstätte Gebrüder Moroder Franz Jos. Simmlers Nachf.: Altarbau - Bildhauerei in Holz und Stein; gegründet seit 1881, Offenburg in Baden ca. 1910 (prevalentemente illustrazioni).
- Edgar Moroder, Die Moroder. Ein altladinisches Geschlecht aus Gröden-Dolomiten: vom 14. bis zum 20. Jahrhundert. Ursprung - Geschichte - Biographien - Anhang. Beitrag zur tirolischen Familienforschung, ediz. in proprio, Ortisei, 1980, pp. 210–222.
- Walter Belardi, Narrativa Gardenese. Franz Moroder, Università la Sapienza Roma - Union di Ladins de Gherdeina Urtijei 1988, pp. 291–316.
- Dieter Kattenbusch, Franz Moroder (1847-1920). Ein Ladiner ohne Furcht und Tadel, in Ladinia. Sfoi cultural dai Ladins dles Dolomites, n. 15, Istitut Ladin "Micura de Rü", San Martin de Tor 1991, p. 65.
- Werner Pescosta, Storia dei ladini delle Dolomiti, Istitut Ladin Micurà de Rü, San Martin de Tor 2010, ISBN 978-88-81710904, p. 291-293.
- Werner Pescosta, La “questione ladina”. Strumento di espansione e di giustificazione delle ambizioni nazionalistiche italiane e tedesche, in Ulrike Kindl e Hannes Obermair (a cura di), Die Zeit dazwischen: Südtirol 1918–1922. Vom Ende des Ersten Weltkrieges bis zum faschistischen Regime / Il tempo sospeso: L’Alto Adige tra la fine della Grande Guerra e l’ascesa del fascismo (1918-1922), Merano, Edizioni alphabeta Verlag, 2020,  pp. 157–218 (pp. 182–185, ISBN 978-88-7223-365-8.